# Gila Canfy-Steinitz

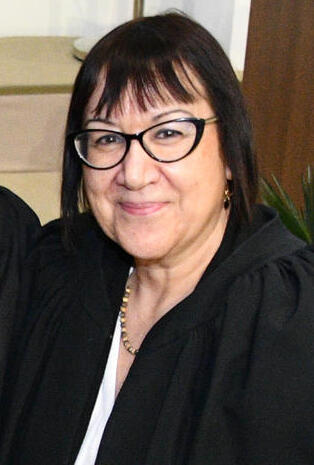
Gila Canfy-Steinitz (2022)

Gila Canfy-Steinitz, auch Gila Kanfi-Steinitz (hebräisch גילה כנפי-שטייניץ; geboren 1962 in Israel) ist eine israelische Juristin. Seit 2022 ist sie Richterin am Bejt ha-Mischpaṭ ha-ʿEljōn, dem Obersten Gericht von Israel.

## Leben und Wirken
Canfy-Steinitz leistete von 1977 bis 1979 zunächst ihren Wehrdienst bei den Israelischen Verteidigungsstreitkräften ab. Anschließend studierte sie Rechtswissenschaften an der Hebräischen Universität Jerusalem, wo sie 1983 ihren Abschluss machte. Nach einem studienbegleitenden Praktikum beim Bezirksgericht Jerusalem und einer Jerusalemer Anwaltskanzlei wurde sie 1984 zur israelischen Anwaltschaft zugelassen. In der Folge war sie als angestellte Rechtsanwältin in einer Kanzlei tätig. 1993 wechselte sie in den israelischen Justizdienst ein wurde zur Richterin am Amtsgericht von Jerusalem ernannt. Im November 2005 erfolgte die Ernennung zur zunächst stellvertretenden Richterin am Bezirksgericht Jerusalem, 2006 stieg sie zur planmäßigen Richterin auf. Im März 2016 wurde sie zur Vizepräsidentin des Bezirksgerichts Jerusalem ernannt. Schließlich wurde sie im März 2022 als erste Frau aus der Bevölkerungsgruppe der Mizrachim zur Richterin am Obersten Gericht Israels ernannt. In dieser Funktion suspendierte sie im März unter anderem die Entscheidung von Ministerpräsident Benjamin Netanjahu, den Inlandsgeheimdienstchef Ronen Bar abzusetzen.
Canfy-Steinitz ist verheiratet mit dem israelischen Politiker und ehemaligen Minister Yuval Steinitz.